# Université Queen's de Belfast
Pour les articles homonymes, voir Queen's.
Cet article traite de l'université britannique, pour l'université canadienne, voir université Queen's
L'université Queen's de Belfast (en anglais : Queen's University of Belfast, abrégé en QUB ; en irlandais Ollscoil na Ríona, Béal Feirste ; dans les deux cas, littéralement l'« Université de la Reine de Belfast ») est une université britannique située à Belfast en Irlande du Nord. Cette université fait à l'origine partie intégrante de l'université Queen's d'Irlande, créée en 1845 pour encourager l'enseignement supérieur des catholiques et des presbytériens et servir de contrepoids au Trinity College à Dublin, alors sous influence de l'Église anglicane.

## Historique

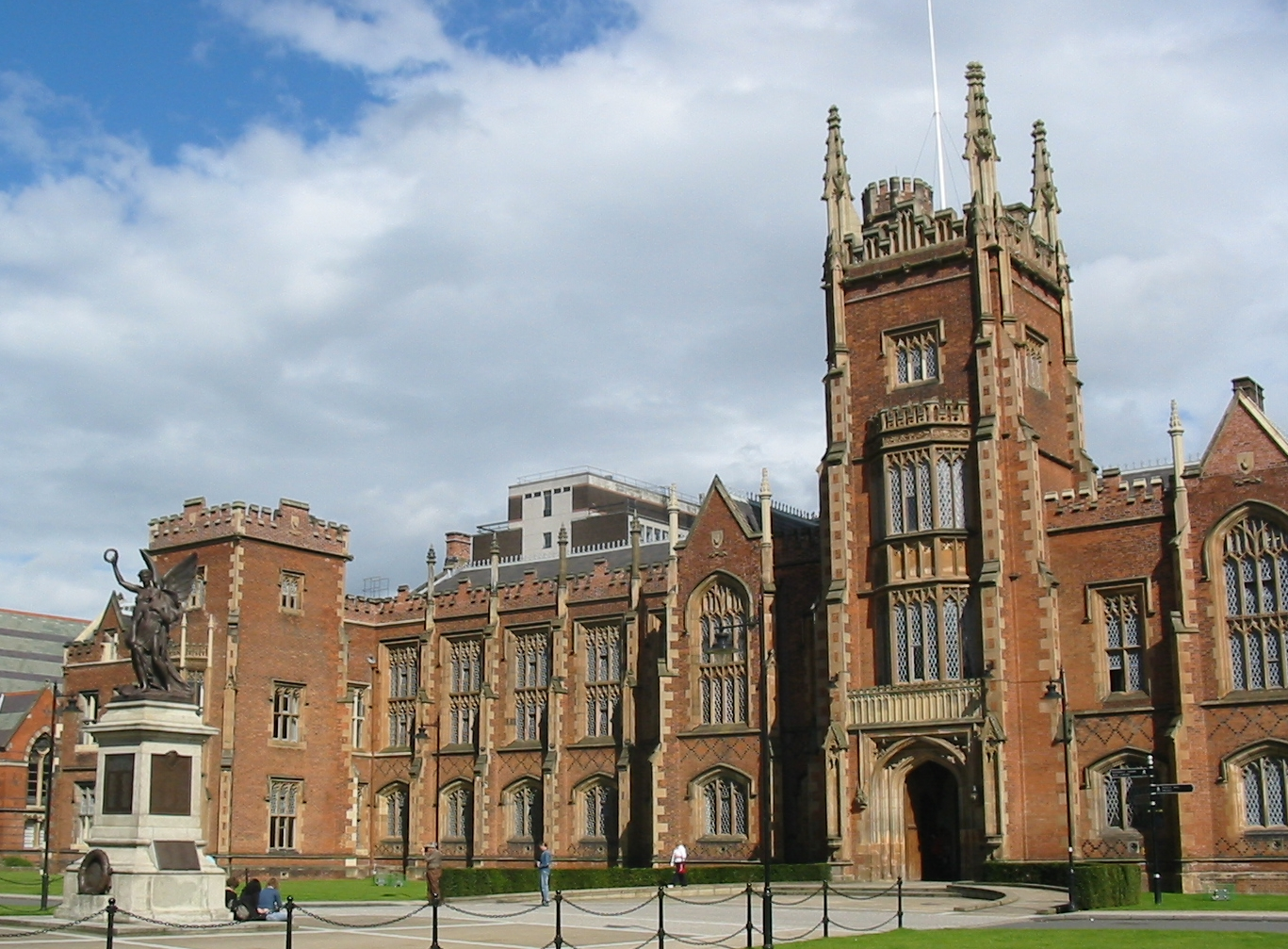
L'université Queen's.

L'université Queen's est la seconde plus ancienne d'Irlande et la neuvième plus ancienne du Royaume-Uni. Ses origines remontent à la Belfast Academical Institution, fondée en 1810 et qui subsiste aujourd'hui sous le nom de Royal Belfast Academical Institution. Queen's fut fondée en tant que collège en 1845 sous le nom de Queen's College de Belfast puis fut ensuite associée au Queen's College de Cork et au Queen's College de Galway, pour former en partie la Queen's University of Ireland (1850) puis en 1880 la Royal University of Ireland. En 1908, l'Irish Universities Act a dissous cette université pour créer deux nouvelles institutions distinctes, l'université nationale d'Irlande et l'université Queen's de Belfast. Lors de son inauguration en 1849 (sous de le nom de Queen's College), l'institution comptait 23 professeurs et 343 étudiants.

### Représentation au Parlement
L'université Queen's de Belfast est l'une des huit universités britanniques disposant d'un siège au Parlement du Royaume-Uni, à Westminster, jusqu'à l'abolition de ce privilège en 1950. L'université est également représentée de 1920 à 1968 au Parlement d'Irlande du Nord, où elle disposait de quatre sièges.

## Personnalités liées à l'université

### Professeurs
- Mike Baillie
- Jim Mallory
- Caroline Malone
- Paula Reimer
- Haudrey Horning
- Eileen Murphy
- Thomas Andrews
- Christine Loudes

### Étudiants
- Sheree Atcheson, informaticienne, experte en inclusion et diversité
- John Stewart Bell, physicien britannique, lauréat de la médaille Hughes
- Simon Callow, acteur britannique
- Michael Farrell, activiste politique et avocat
- Elizabeth Gould Bell, une des premières femmes médecins d'Irlande du Nord, suffragiste
- Seamus Heaney, poète irlandais, prix Nobel de littérature en 1995
- Christine Loudes (1972-2016) militante des droits des femmes
- Ivan Magill, éminent anesthésiste irlandais
- Mary McAleese, femme politique britannique-irlandaise, présidente de l'Irlande de 1997 à 2011.
- Liam Neeson, acteur britannique
- Fionnuala Ní Aoláin, avocate irlandaise spécialiste des droits de l'Homme
- Stephen Rea, acteur britannique
- John Savage, premier ministre de Nouvelle-Écosse de 1993 à 1997
- David Trimble, homme politique britannique, prix Nobel de la paix en 1998
- Oulton Wade (1932-2018), homme politique britannique.

### Docteurshonoris causa
- Edith Major (1932)[1]